# Katharine Ross
Katharine Juliet Ross (Los Angeles, 29 januari 1940) is een Amerikaans actrice.
Ross acteert op het witte doek sinds 1965. Ze is voornamelijk bekend geworden vanwege haar optreden in de klassieker The Graduate in 1967. Daarna heeft ze relatief weinig in grote films gespeeld, behalve Butch Cassidy and the Sundance Kid en The Stepford Wives. Voor haar rol als Elaine Robinson in The Graduate werd ze genomineerd voor een Oscar in de categorie Beste vrouwelijke bijrol.
Ze heeft ook gastrollen gehad in verscheidene televisieseries, waaronder The Alfred Hitchcock Hour, The Men from Shiloh, Wagon Train, Gunsmoke, The Big Valley, The Wild Wild West en The Colbys.

## Geselecteerde filmografie
- 1965:Shenandoah
- 1966:The Singing Nun
- 1967:The Graduate
- 1968:Hellfighters
- 1969:Butch Cassidy and the Sundance Kid
- 1974:Le Hasard et la Violence
- 1975:The Stepford Wives
- 1976:Voyage of the Damned
- 1978:The Betsy
- 1978:The Swarm
- 1978:The Legacy
- 1980:The Final Countdown
- 1982:Wrong Is Right
- 1991:Conagher
- 2001:Donnie Darko
- 2006:Eye of the Dolphin
- 2015:Slip, Tumble & Slide
- 2017:The Hero
- 2019:Attachments

- Bibsys: 90915519
- Biblioteca Nacional de España: XX1151608
- Bibliothèque nationale de France: cb13899207z (data)
- Gemeinsame Normdatei: 138208050
- International Standard Name Identifier: 0000 0003 8688 2931
- Library of Congress Control Number: n88226082
- Bibliotheek van het Japanse parlement: 00621399
- Nationale Bibliotheek van Tsjechië: xx0095190
- Nationale Bibliotheek van Israël: 987007350586305171
- Nationale Bibliotheek van Polen: a0000002119019
- Nederlandse Thesaurus van Auteursnamen: 072308362
- Système universitaire de documentation: 058922792
- Virtual International Authority File: 19866801
- WorldCat: E39PBJpDK86X3c49X9JjVk94bd